# Саска-Міке
Саска-Міке (рум. Sasca Mică) — село у повіті Сучава в Румунії. Входить до складу комуни Корну-Лунчій.
Село розташоване на відстані 333 км на північ від Бухареста, 24 км на південь від Сучави, 110 км на захід від Ясс.

## Населення
За даними перепису населення 2002 року у селі проживали 908 осіб, з них 906 осіб (99,8%) румунів. Рідною мовою 906 осіб (99,8%) назвали румунську.